# Provincie Terst
Terst (Provincia di Trieste, slovinsky Tržaška pokrajina, česky Provincie Terst) je bývalá provincie na jihovýchodě italské autonomní oblasti Furlansko-Julské Benátsko. Byla nejmenší provincií Itálie.

## Historický přehled
Do roku 1918 bylo území provincie v rámci tehdejšího rakousko-uherského Předlitavska součástí tzv. Přímoří, v němž bylo rozděleno mezi korunní země Město a území Terst (téměř celé území) a markrabství Istrii (obce Muggia a San Dorligo della Valle). 3. listopadu 1918 byla oblast okupována Itálií a od roku 1920 pak byl region v rámci nově vytvořené italské oblasti Julské Benátsko (italsky Venezia Giulia), součástí provincie Terst (italsky Provincia di Trieste), která měla podstatně větší rozlohu než moderní provincie (zahrnovala také jižní část moderní provincie Gorizia a část dnešního Slovinska). Od 10. září 1943 do 1. května 1945 byl region okupován nacistickým Německem, které jej v rámci celku Adriatisches Küstenland administrativně spojilo s Korutanskem. Od 1. května 1945 byl pak region okupován jednotkami Velké Británie a USA. Od 15. září 1947 do roku 1954 tvořilo území dnešní provincie severní část (Zóna A) „státu“ Svobodné území Terst, existujícího pod mandátem OSN. Od 26. října 1954 pak byla obnovená provincie Terst v rámci oblasti Venezia Euganea opět součástí Itálie. V rámci této oblasti setrvala až do roku 1963. Od 31. ledna 1963 náleží provincie Terst k autonomní oblasti Friuli-Venezia Giulia. K zrušení provincie došlo v roce 2017 na základě reogranizace územně-správního členění celého regionu Furlanska-Julského Benátska. V červenci 2020 začal fungovat tzv. regionální decentralizovaný orgán Terst (italsky ente di decentramento regionale di Trieste, zkratka EDR Trieste), který je územím totožný s provincií Terst před jejím zrušením.

## Administrativní členění

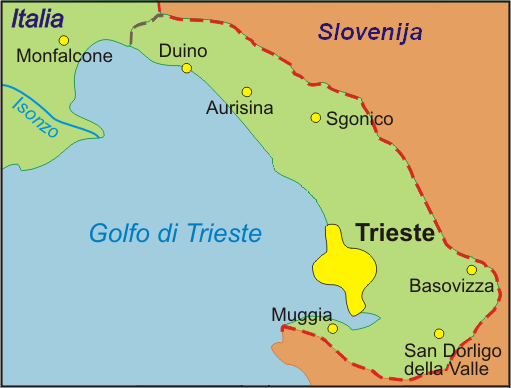
Provincie Terst

Provincie Terst sestávala z 6 obcí (údaj o počtu obyvatel je k 31. březnu 2005):
- Duino-Aurisina (slovinsky Devin-Nabrežina, 8 802 obyvatel)
- Monrupino (slovinsky Repentabor, 843 obyvatel)
- Muggia (slovinsky Milje, 13 214 obyvatel)
- San Dorligo della Valle (slovinsky Dolina, 6 029 obyvatel)
- Sgonico (slovinsky Zgonik, 2 119 obyvatel)
- Terst (italsky Trieste, slovinsky Trst, 206 538 obyvatel)